# 马丁·奇克
马丁·罗伊·奇克（Martin Roy Cheek，1960年—）是专门从事研究食虫植物猪笼草属的分类学家和植物学家。
马丁·奇克曾就读于雷丁大学，1981年取得理學士学位，1983年取得理學碩士学位。1989年在哈佛大学取得哲學博士学位。

## 研究领域
马丁·奇克与马修·杰布一同对猪笼草属进行了大量的研究，并发表了两部重要的著作：1997年的《猪笼草属（猪笼草科）的框架性修订》及2001年的《猪笼草科》。
在两本专著及其他研究中，马丁·奇克描述了许多猪笼草属的新物种，其中大部分是与马修·杰布共同作出的，包括拟翼状猪笼草（N. abalata）、源小猪笼草（N. abgracilis）、阿札潘山猪笼草、阿金特猪笼草（N. argentii）、马兜铃猪笼草（N. aristolochioides）、熙德猪笼草（N. cid）、丹瑟猪笼草（N. danseri）、上位猪笼草（N. diatas）、绝灭猪笼草（N. extincta） 、胡瑞尔猪笼草（N. hurrelliana）、奇坦兰猪笼草（N. kitanglad）、仓田猪笼草（N. kurata）、蓝姆猪笼草（N. lamii）、惊奇猪笼草（N. mira）、毛律山猪笼草（N. murudensis）、内格罗斯岛猪笼草（N. negros）、拉莫斯猪笼草（N. ramos）、罗伯坎特利猪笼草（N. robcantleyi）、萨马岛猪笼草（N. samar）、泰国猪笼草（N. thai）和超基猪笼草（N. ultra）。马丁·奇克和马修·杰布将大叶猪笼草（N. macrophylla）提升为一个独立的物种。
马丁·奇克和他的研究还被收录于纪录片《The Mists of Mwanenguba》之中。

## 扩展阅读
- The Mists of Mwanenguba